# Jargalant, Orkhon
Jargalant (tiếng Mông Cổ: Жаргалант) hay Ulaantolgoi (tiếng Mông Cổ: Улаантолгой) là một sum của tỉnh Orkhon tại miền bắc Mông Cổ. Vào năm 2009, dân số của sum là 3.166 người.

## Lịch sử
Hội đồng Bộ trưởng Cộng hòa Nhân dân Mông Cổ đã ban hành Nghị quyết số 249 vào ngày 30 tháng 7 năm 1976, thành lập sum Jargalant để cung cấp khoai tây, rau và sữa cho dân cư thành phố Erdenet và bổ nhiệm R. Nyamdorj làm chủ tịch. Đến năm 1994, khi tỉnh Orkhon tách khỏi tỉnh Bulgan, sum trở thành một phần của tỉnh mới.

## Địa lý
Sum có diện tích khoảng 635,6 km2, nằm ở phía đông của tỉnh, cách trung tâm tỉnh lị Erdenet 30 km, và cách thủ đô Ulaanbaatar 150 km.

### Khí hậu
Khu vực này có khí hậu cận Bắc Cực. Nhiệt độ trung bình hàng năm ở khu vực xung quanh là 2 °C. Tháng ấm nhất là tháng 6, khi nhiệt độ trung bình là 22 °C và lạnh nhất là tháng 1, với -20 °C. Lượng mưa trung bình hàng năm là 496 mm. Tháng mưa nhiều nhất là tháng 6, với lượng mưa trung bình 113 mm và khô nhất là tháng 2, với lượng mưa 3 mm.

## Dân số
Dưới đây là dân số Jargalant qua các năm:
| 2006  | 2006  | 2008  | 2009  | Mật độ/km2 |
| ----- | ----- | ----- | ----- | ---------- |
| 2.733 | 3.125 | 3.009 | 3.166 | 4,98       |